# NGC 6538
NGC 6538 је спирална галаксија у сазвежђу Змај која се налази на NGC листи објеката дубоког неба.
Деклинација објекта је + 73° 25' 27" а ректасцензија 17h 54m 17,1s. Привидна величина (магнитуда) објекта NGC 6538 износи 13,4 а фотографска магнитуда 14,3. NGC 6538 је још познат и под ознакама UGC 11062, MCG 12-17-12, CGCG 340-25, IRAS 17554+7325, PGC 61072.